# Kaitsor
Kaitsor är en by i norra Vörå kommun i svenskspråkiga delen av Österbotten. De närliggande byarna Hällnäs och Karvsor räknas ofta ihop med Kaitsor.